# Heptascelio
Heptascelio är ett släkte av steklar. Heptascelio ingår i familjen Scelionidae.
Kladogram enligt Catalogue of Life:
| Heptascelio | \| \| Heptascelio lugens \| \| \| \| \| \| Heptascelio punctisternus \| \| \| \| \| \| Heptascelio striatosternus \| \| \| \| |
|             | \| \| Heptascelio lugens \| \| \| \| \| \| Heptascelio punctisternus \| \| \| \| \| \| Heptascelio striatosternus \| \| \| \| |
|             | Heptascelio lugens |
|             | |
|             | Heptascelio punctisternus |
|             | |
|             | Heptascelio striatosternus |
|             | |